# Vestbadet (Viborg)
Vestbadet er et udendørs badeanlæg beliggende i bydelen Vestervang i Viborg. Der er 4 bassiner hvoraf det største er 50 meter langt. Anlægget er ejes og drives af Viborg Kommune, og har hvert år åbent fra medio maj til 1. september.

## Historie
En viborgenser prøvede igennem et indlæg i Viborg Stifts Folkeblad i 1965 at samle opbakning til et friluftbad i Viborg. Institutioner som Round Table, Sct. Georgs Gilderne og Lions Club gik sammen om et projekt, og fremlagde det for byrådet. Viborg Kommune stilte grunden på Rughavevej til rådighed, ligesom der blev ydet et kontant bidrag til etableringen. Ydermere ville kommunen overtage anlæg og ansvaret for driften, når hele byggeriet var afsluttet. Alle byens skolebørn fik i marts 1966 en brochure med hjem til forældrene, med en opfordring til at støtte indsamlingen til fordel for et nyt friluftsbad. Indsamlingen blandt Viborgs borgere gik over al´ forventning, og man påbegyndte allerede i sommeren samme år på opførslen. Den 7. maj 1967 åbnede Vestbadet dørene for gæster. Det var bestyrrerparret Hilmar og Lis Tougaard der tog imod de første gæster.
Vestbadet blev hurtigt populært blandt byens borgere, og allerede i 1969 etablerede man et ekstra bassin. I 1982 vat anlægget så nedslidt at stedet enten skulle igennem en dyr og omfattende renovation, eller lukke stedet. Efter en livlig debat i byen, blev det besluttet af bruge penge på den tiltrængte renovering af hele anlægget. I 2005 blev der opført en 25 meter lang vandrutschebane.
Vestbadet havde trods en dårlig sommer 2101 gæster på en enkelt dag i august 2012, hvilket er rekord.[kilde mangler] Stedet bliver gennemsnitligt besøgt af mellem 15-17.000 mennesker på en sæson.[kilde mangler]